# عمر فتحي
عمر فتحي (11 فبراير 1952 - 31 ديسمبر 1986)، مغني وممثل مصري.

## حياته
في الفترة الزمنية التي اشتهر فيها عماد عبد الحليم وذاع صيته، كان هناك مطرب آخر اشتهر بلون مختلف على الساحة الغنائية هو مطرب الشباب أو صوت المرح. وكانت أول أغنياته «اتقابلوا ناس كتير» عام 1977 وبعدها بثلاث سنوات فقط اكتشف الأطباء إصابته بضيق في الشريان التاجي وإن قلبه في خطر، وربما يموت فجأة مع أي انفعال 
وهذا ما حدث له بالفعل بعد أن ترك رصيداً محدوداً من الأعمال الفنية لكن ذات قيمة كبيرة، 
ومن أهم وأشهر أغنياته «على إيدك»، على سهوة.. وقد اشترك في بطولة مسلسل حسن ونعيمة، 
سفينة العجائب، ثم مسلسل سيدة الفندق مع يسرا وكمال الشناوي.
وكان عمر فتحي أول من غنّى بالقميص والبنطلون وليس «البدلة» التقليدية وسط أبناء جيله،
وأولهم في أداء الأغنية الاستعراضية أيضاً.. وقد اكتشفه الإذاعي والشاعر الكبير عمر بطيشة وفتحي عبد الستار فأخذ اسم عمر واسم فتحي من الشاعرين الكبيرين وتحمّس له الشاعر والفنان الراحل صلاح جاهين.. كما لحّن له سيد مكاوي الذي ما لبث أن وافته المنية وكان التعاون بينهم قليل كما لحّن له الملحن خالد الأمير
عمر فتحي بدأ بإحداث صرخة جديدة في الفن الشعبي المحترم مع فرقة المصريين ولم يمهله القدر
وكان من أذكى مُطربي عصره بشهادة الحجار ومنير وعمرو دياب له.

## ألبوماته
1-على قلبي 2 -على فكرة
3-على سهوة 4-على شرط
5-على إيدك 6-على مهلك
7-أيام 8-سفينة العجائب
9-والله وغالي عاليا 10-على إيه
11-أغاني مسلسل سيدة الفندق
عمر فتحي وأغنية لم تكتمل عمر فتحي مطرب شاب صوته كان ينفذ إلى قلب مستمعيه مباشرة وكان مرشحا للنجومية في دنيا الطرب وخصوصا بعد وفاة عبد الحليم حافظ وقدّم عددا محدودا من الأغاني الناجحة وشارك في مسلسلين تلفزيونين مع يسرا وشريهان وكان رغم ذلك متميزا في فن الأغنية الخفيفة المرحة. من أجمل ما غنى «عجبا لغزال قتال» لفؤاد عبد المجيد، كما اشتهر بأغاني مثل «على إيدك» و «أبسط يا عم» .